# Butlletí de l'Associació Catalana d'Antropologia, Etnologia i Prehistòria
El Butlletí de l'Associació Catalana d'Antropologia, Etnologia i Prehistòria va ser una publicació anual publicada entre l'any 1923 i 1926, sota la direcció de Telesforo Aranzadi.

## Naixement
El Butlletí de l'Associació Catalana d'Antropologia, Etnologia i Prehistòria neix l'any 1923 a Barcelona. El seu naixement es produeix arran de la creació de la dita associació, amb la voluntat de crear un vincle entre les tres ciències que formaven un pilar en l'estudi dels orígens del poble català. Les tres ciències eren: l'Antropologia, l'Etnologia i la Prehistòria. Cada una d'aquestes disposava dels seus centres d'investigació i treballava independentment, però era necessari posar en comú la feina realitzada per cadascuna d'ella, contrastant els resultats obtinguts pels investigadors perquè es produeixi una evolució científica en aquests àmbits. Així es mostra a la mateixa publicació: «que tant investigadors que treballen a dintre d'ells (es refereix al Servei d'Investigacions Arqueològiques de l'Institut d'Estudis Catalans que tan sàviament dirigeix el Professor Bosch Gimpera; l'Arxiu d'Etnologia i Folklore de Catalunya, el Seminari de Prehistòria, etc.), com els que treballen isolats trobin un lloc de coincidència en una Societat científica que, establint un contacte permanent entre tots elles i impulsant les activitats que amb els dits organismes no quedin suficientment ateses, coadjuvi vigorosament a l'avenç de les dites ciències».
Així doncs, aquesta voluntat de progrés es va materialitzar en la fundació de l'Associació Catalana d'Antropologia, d'Etnologia i Prehistòria, el 13 de desembre del 1922, per part del Laboratori d'Antropologia, l'Arxiu d'Etnografia i Folklore de Catalunya i el Seminari de Prehistòria. El president va ser en Telesforo Aranazadi.
La publicació de l'associació, l'any 1923, va néixer de la mà de l'Editorial Catalana S.A., sota el patrocini de la Lliga Regionalista.
El butlletí va ser anual des del 1923 al 1926, i depenent de l'any es produïen un o dos fascicles en format imprès, que comptava amb text i il·lustracions de les qüestions a les quals es feia referència.
El preu variava depenent del volum. Així doncs, el primer volum (1923) tenia un cost de 20 pessetes. El primer fascicle del segon volum costava 10 pessetes. I el preu del quart volum era el mateix que el del primer, 20 pessetes. No obstant això, els socis rebien gratuïtament el butlletí i tenien un preu especial per a la resta de publicacions que feia l'associació, ja que pagaven una quota anual mínima de 15 pessetes (socis efectius) o de 50 pessetes (socis protectors).

## Història

### Suspensions i suplements
El Butlletí de l'Associació Catalana d'Antropologia, Etnografia i Prehistòria es va publicar des del 1923 al 1926. Durant aquests anys de publicació, no va patir cap suspensió arran de la publicació de cada volum anualment, com estava previst. De la mateixa manera, no es té constància de l'existència de suplements, però al primer fascicle del tercer volum es pot apreciar una secció de la bibliografia en format de suplement (ho indica la mateixa publicació) de la bibliografia de l'any 1923.

### Seccions principals de la publicació
L'obra estava dividida en diversos apartats que es respectaven a tots els volums, tot i que hi havia alguns als quals se n'afegien d'altres. Així doncs, els apartats principals eren els següents:
- Escrits: Constava d'una secció en què es recollien totes les redaccions que havien fet diverses persones enteses sobre el tema en qüestió. Aquesta secció portava incorporades il·lustracions dels objectes en qüestió.
- Bibliografia: Es mostren les obres que confeccionen la bibliografia.
- Notícies: S'exposen successos rellevants que tenen relació amb les tres ciències que tracta el butlletí o amb la mateixa organització (nous descobriments, renovació dels càrrecs de la Junta Directiva, mort d'alguna persona reconeguda...).
- Actes: Recull dels actes de les sessions que s'hi realitzen al llarg de l'any.
- Junta Directiva de l'Associació i llista de socis: Noms de totes les persones que formen part de l'associació, siguin de l'organització o socis.

Així doncs, els diferents apartats es repartien d'aquesta manera als diferents volums:

#### Primer volum
- L'Associació Catalana d'Antropologia, Etnologia i Prehistòria: S'exposa com s'ha creat i el motiu de creació l'Associació Catalana d'Antropologia, Etnologia i Prehistòria.
- Escrits
- Bibliografia
- Notícies
- Estatuts d'Associació: S'hi reflecteixen els articles de l'estatut de l'Associació Catalana d'Antropologia, Etnologia i Prehistòria, un total de divuit.
- Actes
- Junta directiva de l'associació i llista de socis
- L'Associació Catalana d'Antropologia, Etnologia i Prehistòria

#### Segon volum (Fascicle I)
- Fe d'errades: Es mostren les errades que hi ha als redactats, juntament amb la seva localització i la seva correcció.
- Escrits
- Bibliografia
- Escrits
- Bibliografia
- Actes
- Juntes de l'associació i llista de socis
- Índex alfabètic de matèries dels volums I - II
- L'Associació Catalana d'Antropologia, Etnologia i Prehistòria

#### Tercer volum (Fascicle I)
- Rectificació: Semblant a la fe d'errades, però tracta de la rectificació d'un fragment d'un redactat.
- Escrits
- Bibliografia
- Notícies
- Índex alfabètic de matèries del volum III
- L'Associació Catalana d'Antropologia, Etnologia i Prehistòria

#### Quart volum
- Escrits
- Bibliografia
- Notícies
- Rectificacions: Rectificació de l'article Esqueletos encolíticos de Palazuelos de Cuesta Urria (volum III, fascicle II).
- Advertiment: Nota en què s'informa d'algun assumpte que afecta l'estructura de la publicació.
- L'Associació Catalana d'Antropologia, Etnologia i Prehistòria

### Contingut
Els temes tractats als escrits són l'estratigrafia de diverses coves que els mateixos autors exploren, les seves situacions geogràfiques i les seves estructures. També el descobriment de troballes (vas característic de la tipologia ibèrica, cranis, vèrtebres lumbars, un sacre, etc.) o la classificació de les troballes descobertes fins al moment. També els resultats d'estudis realitzats, com el de megàlits, sepulcres megalítics, pintures rupestres... Els períodes de la prehistòria de diferents zones, com per exemple, en Els bronzes de la cultura dels Talaiots de l'Illa de Mallorca, d'en J. Colominas Roca, es parla dels períodes de la prehistòria mallorquina. A més, diversos costums: a l'hora de construir un edifici a Catalunya (Petites notes sobre els ritus de construcció, de Rossend Serra i Pagès), dues danses populars anomenades “El Ball de les Gitanes” (El Ball de les Gitanes, de Joan Amades), entre d'altres.
Alguns escriptors són identitats reconegudes en els respectius àmbits.
Sobre l'idioma de l'obra, el que hi predomina i amb el qual es crea l'estructura d'aquesta és el català. Nogensmenys, depenent de la procedència de l'autor dels articles, per a la redacció d'aquests s'ha utilitzat el català, el castellà o el portuguès.

## Final
En conclusió, la revista mostra diversos aspectes importants sobre l'antropologia, l'etnologia i la prehistòria de diversos llocs d'Espanya. D'aquesta manera, és una eina útil per conèixer quina mena de troballes i d'indrets s'han descobert al llarg de la prehistòria, a partir d'exploracions que realitzen els mateixos autors. Alguns articles també ofereixen una visió dels costums que hi predominaven en l'època corresponent. A més, la incorporació d'il·lustracions facilita l'enteniment dels articles, que de vegades tenen un vocabulari amb gran abundància de tecnicismes.

## Relació de directors, redactors i col·laboradors
| President                  |           |
| -------------------------- | --------- |
| Telesforo de Aranzadi      | 1923-1926 |
| Vicepresident              |           |
| Pere Bosch Gimpera         | 1923-1926 |
| Tresorer                   |           |
| Tomàs Carrera              | 1923-1926 |
| Vocals                     |           |
| Angel de Apraiz            | 1923-1926 |
| Joan Serra i Vilaró        | 1923-1926 |
| Rossend Serra              | 1923-1926 |
| August Pi i Sunyer         | 1923-1926 |
| J. M. Batista i Roca       | 1925-1926 |
| Josep Colominas Roca       | 1925-1926 |
| Secretaris                 |           |
| Josep Maria Batista i Roca | 1923-1924 |
| J. C. Serra-Ráfols         | 1925-1926 |
| Vicesecretari              |           |
| Lluís Pericot              | 1923-1926 |

| President             |           |
| --------------------- | --------- |
| Telesforo de Aranzadi | 1923-1926 |
| Vocals                |           |
| Lluís Trias de Bés    | 1923-1924 |
| August Pi i Sunyer    | 1923-1924 |
| J. M. Batista i Roca  | 1925-1926 |
| J. M. Trias de Bes    | 1925-1926 |

| President            |           |
| -------------------- | --------- |
| Tomàs Carreras Artau | 1923-1926 |
| Vocals               |           |
| Rossend Serra Pagès  | 1923-1926 |
| Antoni Griera        | 1923-1926 |

| President           |           |
| ------------------- | --------- |
| Pere Bosch Gimpera  | 1923-1926 |
| Vocals              |           |
| Josep Colominas     | 1923-1926 |
| Lluís Pericot       | 1923-1924 |
| Albert del Castillo | 1925-1926 |

### Redactors i col·laboradors
| Paleontòlegs               |
| -------------------------- |
| Hugo Obermaier             |
| Arqueòlegs                 |
| P. Bosch i Gimpera         |
| Josep de C. Serra i Ràfols |
| Lluís Pericot              |
| J. Colominas Roca          |
| Historiadors               |
| Agustí Duran i Sanpere     |
| Josep Maria Batista i Roca |
| J. Millàs Vallicrosa       |
| Botànics                   |
| T. De Aranzadi             |
| Folkloristes catalans      |
| Rossend Serra i Pagès      |

| Arqueòlegs                 |
| -------------------------- |
| José Pérez de Barradas     |
| Henri Breuil               |
| P. Bosch Gimpera           |
| Josep de C. Serra i Ràfols |
| Veterinaris                |
| M. Rossell i Vila          |
| Historiadors               |
| J. Millas Vallicrosa       |
| Rhys Carpenter             |
| Botànics                   |
| T. De Aranzadi             |

| Arqueòlegs                  |
| --------------------------- |
| A. Schulten                 |
| Mendes Correa               |
| Julio Martínez Santa-Olalla |
| Camil Visedo                |
| P. Bosch Gimpera            |
| Etnòlegs                    |
| Joan Amades                 |
| Veterinaris                 |
| M. Rossell i Vila           |

| Historiadors                |
| --------------------------- |
| Salvador Vilaseca Anguera   |
| Josep M. Gudiol i Ricart    |
| Arqueòlegs                  |
| Amador Romaní               |
| Julio Martínez Santa-Olalla |
| J. Colominas Roca           |
| Escriptors                  |
| Florentino L. Cuevillas     |
| Crítics literaris           |
| Julio Cejador               |
| Antropòlegs                 |
| Eugenio Fischer             |
| Etnòlegs                    |
| Joan Amades                 |